# Avaldsnes Idrettslag
L'Avaldsnes Idrettslag, spesso abbreviato in Avaldsnes IL e noto anche solo come Avaldsnes, è una società polisportiva norvegese con sede nell'omonima città di Avaldsnes. Fondata nel 1937, la sua sezione calcistica femminile milita nella Toppserien, massima divisione del campionato locale. La sezione maschile milita invece in 4. divisjon, quinto livello del campionato norvegese. Ha anche una sezione riservata alla pallamano e un'altra allo sci.

## Calcio femminile

### Storia
Benché già precedentemente esistente, la sezione calcistica femminile dell'Avaldsnes è stata inserita nei campionati locali soltanto nel 1983. La squadra è stata poi sciolta nel 1999. Nel 2002, è stata formata nuovamente una compagine di ragazze, che ha partecipato alla 4. divisjon e che si è immediatamente guadagnata la promozione in 3. divisjon. Nel 2008, l'Avaldsnes ha raggiunto la 2. divisjon, mentre nel 2010 è arrivata quella in 1. divisjon. Nel 2012, l'Avaldsnes ha raggiunto la Toppserien.
Nel 2017 conquista il suo primo trofeo nazionale, la Coppa di Norvegia.

## Palmarès

### Competizioni nazionali
- Coppa di Norvegia: 1

2017

### Altri piazzamenti
- Campionato norvegese:

Secondo posto: 2015, 2016, 2017
- Coppa di Norvegia:

Finalista: 2013, 2015

### Statistiche

#### Partecipazioni alle competizioni europee
| Stagione | Competizione     | Fase                 | Avversario       | Risultato | Risultato | Risultato |
| Stagione | Competizione     | Fase                 | Avversario       | andata    | ritorno   | aggregato |
| -------- | ---------------- | -------------------- | ---------------- | --------- | --------- | --------- |
| 2016-17  | Champions League | fase a gironi        | Newry City       | 11-0      | 11-0      | 11-0      |
| 2016-17  | Champions League | fase a gironi        | Benfica          | 6-1       | 6-1       | 6-1       |
| 2016-17  | Champions League | fase a gironi        | PK-35 Vantaa     | 2-0       | 2-0       | 2-0       |
| 2016-17  | Champions League | sedicesimi di finale | Olympique Lione  | 2-5       | 0-5       | 2-10      |
| 2017-18  | Champions League | fase a gironi        | Breznica         | 2-1       | 2-1       | 2-1       |
| 2017-18  | Champions League | fase a gironi        | Kiryat Gat       | 6-2       | 6-2       | 6-2       |
| 2017-18  | Champions League | fase a gironi        | Spartak Subotica | 2-0       | 2-0       | 2-0       |
| 2017-18  | Champions League | sedicesimi di finale | Barcellona       | 0-4       | 0-2       | 0-6       |

### Organico

#### Rosa 2019
Rosa, ruoli e numeri di maglia come da sito NFF.
| N. |                          | Ruolo | Calciatore             |
| -- | ------------------------ | ----- | ---------------------- |
| 1  | Norvegia (bandiera)      | P     | Line Geltzer Johansen  |
| 2  | Nuova Zelanda (bandiera) | D     | Rebekah Ashley Stott   |
| 3  | Norvegia (bandiera)      | D     | Oda Eide Arnesen       |
| 4  | Norvegia (bandiera)      | D     | Nathalie Jøsang Utvik  |
| 5  | Stati Uniti (bandiera)   | D     | Robyn Elizabeth Decker |
| 6  | Norvegia (bandiera)      | C     | Olaug Tvedten          |
| 7  | Brasile (bandiera)       | C     | Brena                  |
| 8  | Brasile (bandiera)       | C     | Giovanna de Oliveira   |
| 9  | Brasile (bandiera)       | C     | Érika Alves de Moura   |
| 10 | Norvegia (bandiera)      | A     | Cecilie Pedersen       |
| 11 | Brasile (bandiera)       | C     | Duda                   |

| N. |                          | Ruolo | Calciatore                        |
| -- | ------------------------ | ----- | --------------------------------- |
| 12 | Nuova Zelanda (bandiera) | P     | Victoria Lucy Esson               |
| 13 | Norvegia (bandiera)      | D     | Maria Min Xiu Sørenes             |
| 15 | Norvegia (bandiera)      | A     | Stephanie Mariana Ribeiro         |
| 16 | Norvegia (bandiera)      | A     | Anna Langås Jøsendal              |
| 17 | Norvegia (bandiera)      | D     | Hanna Dahl                        |
| 18 | Islanda (bandiera)       | C     | Kristrún Rut Hassing Antonsdóttir |
| 19 | Norvegia (bandiera)      | C     | Helene Clausen Haavik             |
| 20 | Nigeria (bandiera)       | A     | Rasheedat Busayo Ajibade          |
| 21 | Norvegia (bandiera)      | C     | Malin Katrine Henriquez Rasmussen |
| 22 | Norvegia (bandiera)      | A     | Natalie Velde                     |
| 23 | Norvegia (bandiera)      | C     | Anita Langåker Underhaug          |